# MC1R
O MC1R ou receptor de melanocortina 1 é um receptor acoplado à proteína G, contendo sete hélices transmembranares. Sua ativação resulta na elevação dos níveis intracelulares de AMP cíclico (cAMP), numa cascata de transdução de sinal que termina com a estimulação da produção de eumelanina, um pigmento de cor marrom ou preta, que dá cor à pele e aos cabelos em seres humanos.
O gene que codifica este receptor, conhecido como gene vermelho é polimórfico, e algumas variantes têm sido relacionadas à presença de cabelos ruivos e a uma maior susceptibilidade a câncer de pele. Existem canários portadores do gene vermelho, que possuem pêlos vermelhos.
Na Escócia, cerca de 40% dos escoceses são portadores do gene vermelho.